# Списак позоришних занимања
Позоришна екипа (енгл. theatre company, troupe) је скуп свих појединаца и тимова који заједно раде у позоришту у сврху планирања, продукције, одржавања и извођења позоришних представа. Позоришна екипа је сложен организам подељен на различите секторе – уметнички, технички и административни – од којих је сваки специјализован за одређени аспект продукције. Успех једне представе директно зависи од стручности, координације и сарадње свих чланова екипе.

## Подела по секторима
Позоришна занимања се најчешће групишу према природи посла који обављају.

### Уметнички сектор
Уметнички сектор је одговоран за креативни и уметнички аспект позоришне представе и целокупног репертоара куће.

#### Уметничко руководство
- Управник (директор) позоришта: Налази се на челу позоришта као институције. Одговоран је за стратешко руковођење, финансијско пословање, представљање куће у јавности и често, у сарадњи са уметничким директором, за репертоарску политику.
- Уметнички директор: У великим позориштима, уметнички директор је задужен за креирање и спровођење уметничке визије и репертоара. У музичким позориштима, ову улогу могу имати и директор Драме, директор Опере и директор Балета.
- Драматург: Бира и анализира драмске текстове, предлаже их за репертоар, ради на адаптацијама и пружа теоријску и литерарну подршку редитељу и глумцима током рада на представи.

#### Ауторски и извођачки тим представе
- Редитељ: Централна ауторска фигура представе. Он осмишљава концепт, даје идејно и стилско усмерење, ради са глумцима на креирању улога и координира рад свих уметничких сарадника.
- Сценограф: Осмишљава и дизајнира визуелни изглед сцене (декор, намештај, сценски елементи) у складу са редитељевим концептом.
- Костимограф: Осмишљава и дизајнира костиме за све ликове у представи, водећи рачуна о епохи, карактеру лика и визуелном идентитету представе.
- Композитор: Компонује оригиналну, сценску музику за представу.
- Дизајнер светла: У сарадњи са редитељем и сценографом, креира дизајн светла, чиме се ствара атмосфера, наглашавају кључни моменти и усмерава пажња публике.
- Дизајнер звука: Креира звучну слику представе, која може укључивати снимљену музику, звучне ефекте и амбијенталне звуке.
- Кореограф: Осмишљава и увежбава плесне нумере (у мјузиклима, балетима) или сценске покрете (у драмским представама).
- Глумац (драмски уметник): Тумачи улоге и оживљава ликове на сцени. Чланови глумачког ансамбла чине основу сваког драмског позоришта.
- Лектор: Стручњак за језик који ради са глумцима на правилном изговору, дикцији, нагласцима и стилу говора, посебно када се ради о специфичним дијалектима или стиховима.

#### Специфична занимања у музичком позоришту (опера, балет, мјузикл)
- Диригент: Руководи оркестром, хором и солистима, усклађујући музичко извођење са дешавањима на сцени.
- Солиста: Оперски певач или балетски играч који изводи главне улоге.
- Ансамбл: Скуп извођача који наступају заједно, као што су хор, оркестар или балетски ансамбл.
- Руководилац хора (хормајстор): Припрема и увежбава хорски ансамбл за наступ.
- Концертмајстор: Прва виолина и вођа оркестра.
- Корепетитор: Пијаниста који увежбава певаче или играче, свирајући клавирски извод оркестарске партитуре на пробама.

### Технички и извршни сектор
Овај сектор је одговоран за практичну реализацију свих уметничких замисли и беспрекорно извођење представе.

#### Сценски менаџмент
- Технички директор: Руководи свим техничким секторима (сцена, светло, тон, радионице) и одговоран је за техничку изводљивост и безбедност представе.
- Шеф сцене: Главни организатор и руководилац свих дешавања на позорници и иза ње током представе.
- Инспицијент: Кључна особа током извођења представе. Из свог пулта, он прати представу и даје прецизне сигнале ("шлагорте") техничким секторима за промене светла, звука, декора, као и глумцима за излазак на сцену.
- Суфлер: Помаже глумцима ако забораве текст. Данас је ова улога ређа у великим позориштима, али и даље постоји.
- Асистент редитеља: Помаже редитељу у организационим и уметничким задацима током проба.

#### Сценска техника и радионице
- Сценски радници (техничари): Тим који поставља и мења сценографију пре и током представе.
- Реквизитер: Одговоран за набавку, израду, одржавање и постављање свих покретних предмета (реквизите) на сцени.
  - Оружар: Специјализовани реквизитер задужен за сценско оружје.
- Гардеробер: Одговоран за чување, одржавање и припрему костима и помаже глумцима приликом пресвлачења.
- Власуљар: Израђује и одржава перике, бркове, браде и друге власуљарске додатке.
- Шминкер: Шминка глумце у складу са ликом, епохом и захтевима представе, укључујући и специјалне ефекте маске.
- Фризер: Прави фризуре глумцима.
- Мајстор светла (оператер расвете): Рукује расветом током представе, пратећи светлосне промене које је дизајнирао дизајнер светла.
- Мајстор тона (оператер звука): Рукује звучним ефектима, микрофонима и музиком током представе.
- Позоришне радионице: Многа велика позоришта имају сопствене радионице где раде столари, бравари, тапетари, сликари-извођачи и вајари, који израђују елементе сценографије.

### Административни сектор
Администрација се бави организацијом, финансијама, правом и промоцијом позоришта и представа.
- Позоришни продуцент: За разлику од филмског, позоришни продуцент је често више везан за организацију, промоцију и финансијску одрживост конкретне представе или пројекта.
- Маркетинг и односи с јавношћу: Сектор задужен за комуникацију са медијима, промоцију позоришта и привлачење публике.
- Билетар: Продаје улазнице на благајни позоришта.
- Разводник: Дочекује публику, проверава улазнице и упућује гледаоце на њихова места у сали.
- Библиотекар / Архивар: У већим позориштима, воде бригу о позоришној библиотеци (драмски текстови, стручна литература) и архиви (плакати, програмске књижице, фотографије, документација о представама).